# 七主宮夜市
23°27′18″N 120°17′32″E / 23.455132°N 120.292218°E
七主宮夜市(又稱彩虹商圈夜市)（官方英語名稱：Seven main palaces），位在嘉義縣政府行政特區內，太保市安仁里祥和三路東段上，鄰近香火鼎盛的七主宮廟，太保長庚紀念醫院、彩虹商圈、馬稠後工業區，夜市營業時間為每週二、四，以多元的美食、小吃、與經濟實惠為其最大特色，除了美食小吃之外，夜市攤位裡還包含服飾、3C配件、生活用品、以及夜市常見大小遊戲。因夜市坐落在七主宮廟前廣場，鄰接彩虹商圈而以此為夜市命名，又附近各級學校林立，成為縣府各機關人士下班與學校學生放學相約常去的地方。

## 簡介
民國80年嘉義縣政府搬遷至太保市安仁里及朴子市大葛里交界，政府開發本地使成為嘉義縣首善之區，七主宮得嘉義縣府編定2615平方米規劃為寺廟用地，發展至今規模不段擴大而形成彩虹商圈。七主宮夜市為流動夜市，營業時間為每週二、四，星期二為主要的營業時間，星期四夜市營業規模較小，平日則做為停車場使用。由於夜市為露天營業，逢雨天時便會自動休市。

### 範圍
攤販範圍:太保市祥和三路東段以南至棒球三街以北，太保一路以西長方形空地。

### 週邊
- 嘉義縣政府
- 國立故宮博物院南部院區
- 嘉義長庚紀念醫院
- 長庚科技大學嘉義校區
- 嘉義縣立永慶高中
- 嘉義縣立棒球場
- 嘉義縣立田徑場
- 祥和國小
- 稻江科技暨管理學院

## 設施

### 停車場
- 七主宮停車場
- 七主宮夜市停車場

## 交通

### 公車資訊
嘉義公車捷運 縣政府站下車後，沿太保一路步行約15分鐘即可到達。
| 編號 | 經營業者 | 行先                     | 備註                        |
| ---- | -------- | ------------------------ | --------------------------- |
| 7211 | 嘉義客運 | 嘉義公園－嘉義縣立體育館 | 嘉義BRT路線；在縣政府站下車 |
| 7211 | 嘉義客運 | 嘉義縣立體育館－嘉義公園 | 嘉義BRT路線；在縣政府站下車 |

## 著名小吃
- 牛排
- 雞排
- 地瓜球
- 臭豆腐
- 蔥油餅
- 豆乳雞
- 烤玉米
- 石板烤肉
- 滷味
- 珍珠奶茶